# بوتاباربیتال
بوتاباربیتال (انگلیسی: Butabarbital) یک داروی خواب آور و اضطراب باربیتورات است. بوتاباربیتال در مقایسه با سایر باربیتورات‌ها شروع سریع اثرات و مدت اثر کوتاهی دارد که آن را برای کاربردهای خاصی مانند درمان بی‌خوابی شدید، تسکین اضطراب عمومی و تسکین اضطراب پیش از عمل جراحی سودمند می‌سازد. با این حال، به ویژه هنگامی که با الکل ترکیب می‌شود، نسبتاً خطرناک است، و بنابراین اکنون به ندرت استفاده می شود، اگرچه هنوز در برخی از کشورهای اروپای شرقی و آمریکای جنوبی تجویز می‌شود. مدت اثر متوسط آن به بوتاباربیتال پتانسیل سوءمصرف کمی کمتر از سکوباربیتال می‌دهد. بوتاباربیتال را می‌توان به والنوکتامید هیدرولیز کرد.